# Skíros
Skíros (græsk: Σκύρος / Skyros, udtales Skiros) er en græsk ø og den største og mest isolerede ø i Sporaderne.
Skíros er på 208 km2 med ca. 3.000 indbyggere. Skiros kommune består af øen Skiros, samt nogle små ubeboede øer, og er en del af Evia præfekturet. Kommunens areal er på 223 km2.Hovedbyen på øen Skiros hedder Skíros eller kaldes simpelthen khora (= byen).
Øen har en lufthavn, Skiros Airport. Vil man sejle til øen, sker det via havnebyen Linária til Evia eller Volos.
Det græske luftvåben har en stor militærbase på øen på grund af dens vigtige strategiske placering midt i det Ægæiske Hav.

## Historie
Øen omtales først af Homer, og Achilles gemte sig her, forklædt som kvinde blandt kong Lykomedes' døtre, til han blev indkaldt for at deltage i belejringen af Troja. På Skyros dræbte kong Lykomedes helten Theseus ved at styrte ham ned fra en klippe; hans knogler blev senere hentet hjem til Athen, hvor han blev begravet. 
Skiros blev senere erobret af athenerne; og sidenhen underlagt romerne. I henved tusinde år var øen underlagt den byzantinske kejser før den tilfaldt Republikken Venedig, og endelig det Osmanniske Rige. I 1832 tilfaldt den det uafhængige Grækenland. Under første verdenskrig tjente Tris Boukes-bugten sydvest på øen som havn for hospitalsskibe, der behandlede de sårede fra Gallipoli. På et af disse skibe døde den engelske digter Rupert Brooke i april 1915.  En statue er sat op til minde om ham. 
I 1966 tilbragte André Bjerke flere måneder på Skiros sammen med sin kone Henny Moan  og deres datter. Henny Moan skrev om øen, at der på hele øen den gang fandtes én taxa og én bus; vandet blev hejst op fra brønde, og hun hyggede sig for første gang med at skulle vaske tøj. Grøntsager og frugt ankom på æselryg. Hver eftermiddag blev nyhederne sunget af en nyhedssanger. "Aviser fandtes ikke; og de fleste kunne nok heller ikke læse." 